# مشيك (أرومية)
مشيك هي قرية في مقاطعة أرومية، إيران. يقدر عدد سكانها بـ 158 نسمة بحسب إحصاء 2016.